# Hartmans Segge
Hartmans Segge (Carex hartmaniorum), auch Hartman-Segge geschrieben, ist eine Pflanzenart aus der Gattung Seggen (Carex) innerhalb der Familie Sauergrasgewächse (Cyperaceae). Sie ist auf der Nordhalbkugel verbreitet.

## Beschreibung

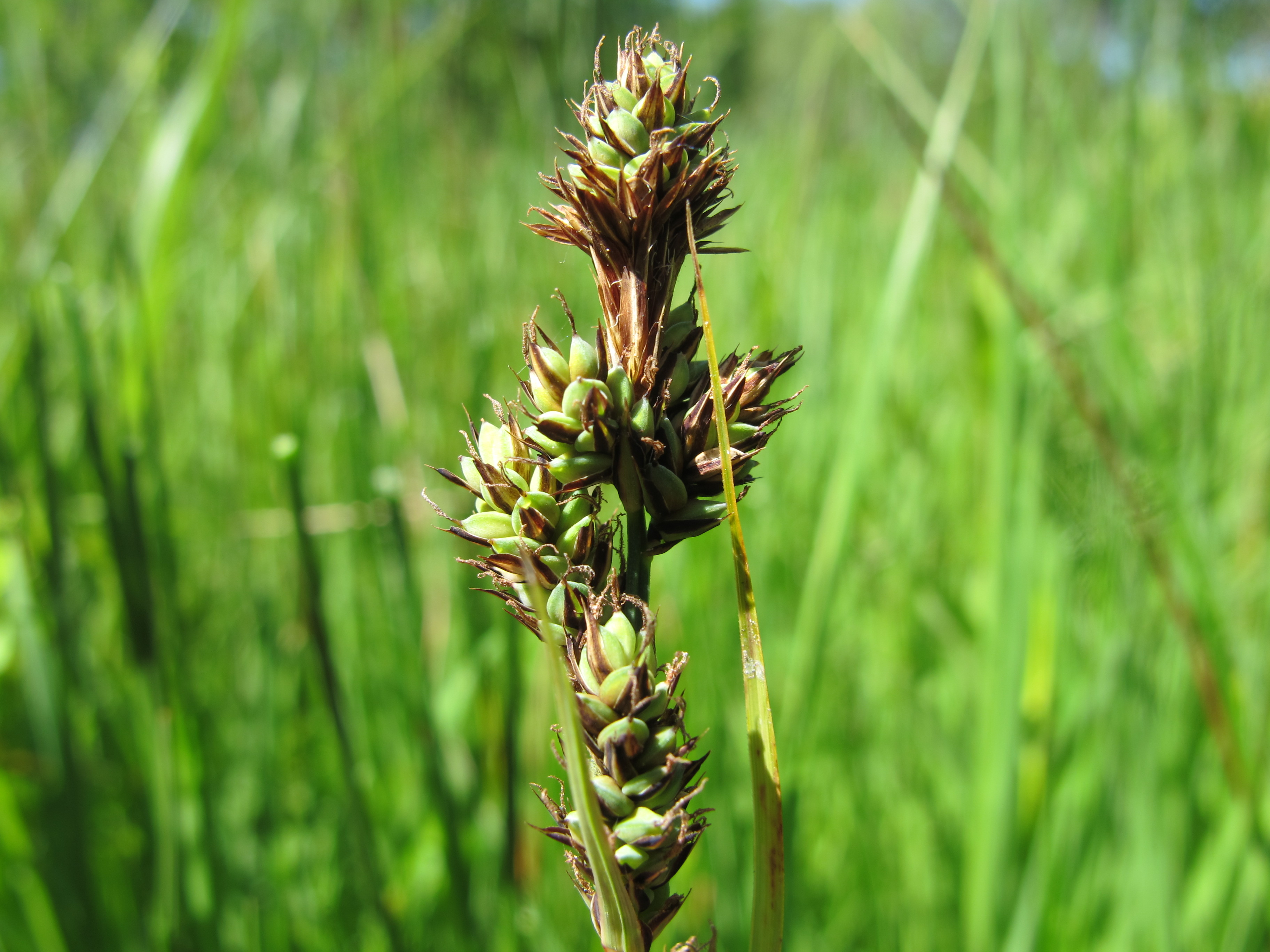
Blütenstand

### Vegetative Merkmale
Die Hartman-Segge ist eine ausdauernde krautige Pflanze und erreicht Wuchshöhen von 30 bis 80 Zentimetern. Sie bildet bis 20 Zentimeter lange Ausläufer und wächst lockerrasig. Die grundständigen Blattscheiden sind braun bis rot-braun, matt oder schwach glänzend und netzfaserig. Die Laubblätter sind gras-grün, kurz zugespitzt und 1 bis 4 Millimeter breit.

### Generative Merkmale
Die Blütezeit reicht von April bis Mai. Hartmans Segge gehört zu den Verschiedenährigen Seggen. Der Blütenstand ist 3 bis 11 Zentimeter lang und enthält ein endständiges androgynes Ährchen und zwei bis fünf seitlichen weiblichen Ährchen. Das endständige Ährchen ist bei einer Länge von 15 bis 35 Millimetern sowie einem Durchmesser von bis zu 5 Millimetern zylindrisch. Das Hüllblatt des untersten Ährchens ist aufrecht oder etwas schräg abstehend und meist etwas so lang wie der Blütenstand. Das endständige Ährchen hat großteils weibliche Blüten, nur am Grund wenige männliche Blüten. Die seitenständigen Ährchen sind weiblich, die oberen sind oval und kürzer als die unteren zylindrischen. Die obersten ein bis drei weiblichen Ährchen sind kaum oder nur wenig länger als breit; sie sind dem endständigen Ährchen dicht genähert und nach verschiedenen Richtungen abstehend, gleichsam ein Kreuz bildend. Die untersten zwei bis drei weiblichen Ährchen sind zylindrisch, von den oberen und voneinander entfernt, das unterste so lang wie das endständige Ährchen und deutlich gestielt. Die Spelzen der weiblichen Blüten sind schwarz-purpurfarben oder dunkel-rotbraun, meist mit hellerem Mittelstreifen und mit deutlicher Stachelspitze. Sie sind etwa so lang wie die Schläuche. Die Schläuche sind bei einer Länge von 2 bis 3 Millimetern sowie einem Durchmesser von 1,5 bis 2 Millimetern eiförmig bis rundlich, deutlich geadert und bikonvex. Sie sind grün, fein papillös, kahl, maximal etwas rau. Sie gehen nach oben plötzlich in den kurz zweizähnigen Schnabel über. Die Schnabelzähne sind gerade und nicht nach außen spreizend. Der Stempel endet in drei Narben.
Die Frucht füllt den ganzen Innenraum des Schlauches aus.

## Vorkommen
Die Hartman-Segge ist von Europa bis Zentralasien verbreitet.  Sie ist ein submeridional-montanes bis temperates, subkontinentales Florenelement. Ihr Verbreitungsgebiet in Europa umfasst alle Länder außer Spanien, Portugal, Irland, Island, „Großbritannien“, Belgien, Albanien, Griechenland und dem früheren Jugoslawien.
Die Hartman-Segge wächst in Mitteleuropa in nassen Moorwiesen und in Verlandungsgesellschaften an Bächen. Sie ist eine Charakterart der Ordnung Pfeifengraswiesen (Molinietalia caeruleae). Optimal kommt sie im Caricetum buxbaumii als dem Verband Magnocaricion elatae vor; auch im Cnidio-Violetum aus dem Verband Molinion. Sie kann trockener und saurer stehen als Carex buxbaumii und ist mehr sommerwärmeliebend. Sie gedeiht auf nassen bis wechselnassen, mäßig nährstoffreichen und basenreichen, auch kalkarmen, neutralen bis mäßig sauren, torfig-humosen Lehm- oder Tonböden.
Die ökologischen Zeigerwerte nach Landolt et al. 2010 sind in der Schweiz: Feuchtezahl F = 4w+ (sehr feucht aber stark wechselnd), Lichtzahl L = 4 (hell), Reaktionszahl R = 2 (sauer), Temperaturzahl T = 3+ (unter-montan und ober-kollin), Nährstoffzahl N = 2 (nährstoffarm), Kontinentalitätszahl K = 3 (subozeanisch bis subkontinental).

### Gefährdung
In der Roten Liste der gefährdeten Pflanzenarten Deutschlands nach Metzing et al. 2018 ist Carex hartmaniorum seit der letzten Liste von 1998 unverändert in Kategorie 2 = „stark gefährdet“ eingeordnet. Die Bestände dieser seltenen Art sind im Rückgang. Vor Mitte des 20. Jahrhunderts wurde Carex hartmaniorum nicht von Carex buxbaumii unterschieden, auch deshalb ist die Datenlage ungenügend. Auch in der Schweiz gilt die Art als „stark gefährdet“.

## Taxonomie
Die Erstveröffentlichung dieser Art erfolgte 1935 unter dem Namen Carex hartmanii durch Aimo Kaarlo Cajander in Über die fennoskandischen Formen der Kollektivart Carex polygama Schkuhr. in Annales Botanici Societatis Zoologicae-Botanicae Fennicae Vanamo, Band 5 (5), S. 23. Da er jedoch sowohl Carl Johan Hartman als auch Carl Hartman ehren wollte, ist der Name in Carex hartmaniorum zu korrigieren. Das Artepitheton hartmaniorum ehrt sowohl den schwedischen Arzt und Botaniker Carl Johan Hartman (1790–1849) wie auch seinen Sohn Carl Hartman (1824–1884). Ein Synonym für Carex hartmaniorum Cajander ist Carex buxbaumii subsp. hartmaniorum (Cajander) Domin.